# Lutusca Theater

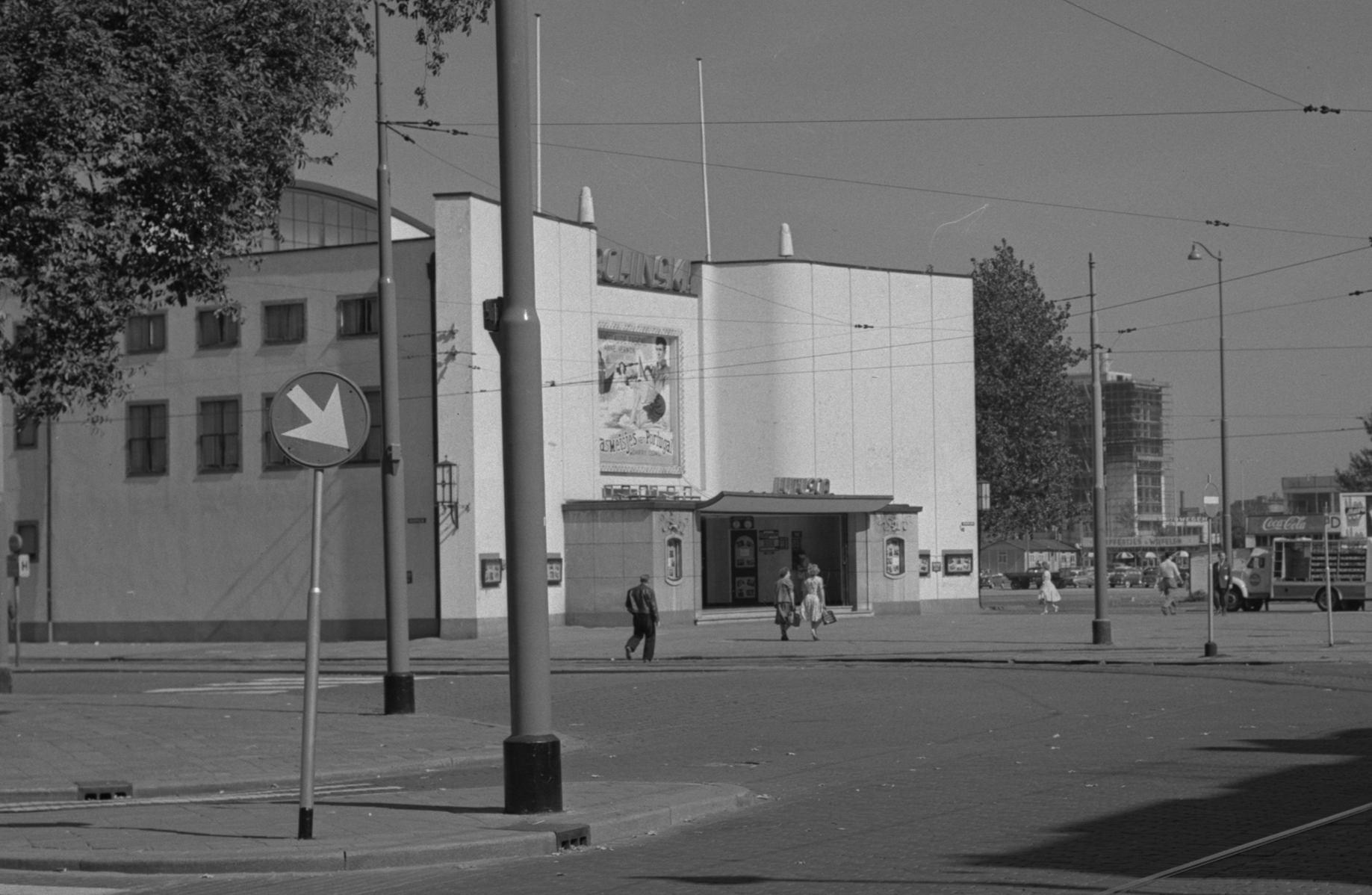

Lutusca was een tijdelijke bioscoop die in 1946 opende aan het Kruisplein te Rotterdam. In het bombardement van mei 1940 werd een groot deel van de Rotterdamse bioscopen verwoest. Direct na de oorlog wilden de gedupeerde bioscoopondernemingen graag nieuwe bioscopen bouwen, maar wegens tekorten aan bouwmaterialen gaf de gemeente Rotterdam toestemming voor één noodbioscoop, die geëxploiteerd zou worden door drie gedupeerde bedrijven: Lumière, Tuschinski en Scala. De gecombineerde beginletters vormden de naam, die prominent zichtbaar was op de witgepleisterde gevel. De zaal telde circa 1000 zitplaatsen. De bioscoop was bedoeld als tijdelijk gebouw, maar bleef toch tot 1959 gehandhaafd. In november 1959 werd het gebouw gesloopt.

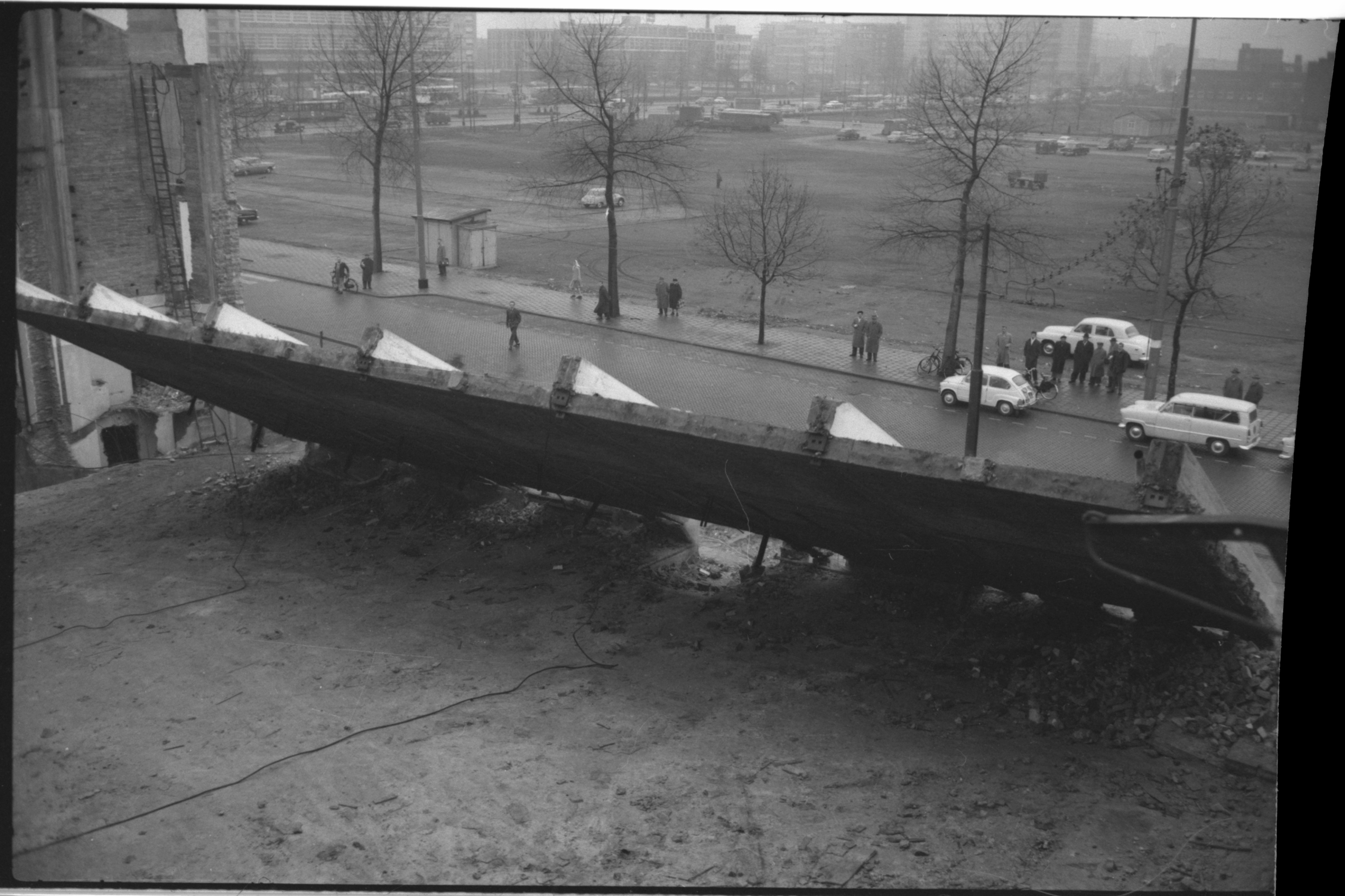
Een wand van de Lutusca-bioscoop aan het Kruisplein wordt neergehaald (23-11-1959)